# 史惇
史惇（？—？），字子有，南直隸金壇縣人。明末政治人物。

## 生平
崇禎十五年（1642年）科舉特科狀元，由於皇帝求才心切，特加試一次（正常應于1643年會試）。史惇以舉人身份進考，一舉得魁。授户部山东司主事，调员外郎中，不久，任江西九江府知府。

## 家族
著有《慟餘雜記》。